# Linux international
Linux International (ou LI) est une association sans but lucratif internationale qui regroupe des communautés, des entreprises qui ont pour but la promotion de Linux et de la communauté du Free/Libre Open Source Software (FLOSS).